# 경동호
경동호(慶同號, 1981년 2월 12일 ~ 2021년 1월 7일)는 대한민국의 방송인, 리포터, 샤인스피치 강사이다. 지난 2020년 4월, 고혈압으로 인한 뇌출혈로 의식을 잃은 뒤 투병생활 중 상태가 나빠져 뇌사 판정을 받았고, 이듬해 2021년 1월 7일, 향년 40세의 나이로 장기기증을 하고 결국 사망했다.

## 생애
1981년 2월 12일 전라북도 전주시에서 태어났다. 전주북일초등학교 졸업, 전주기린중학교 졸업, 우석고등학교 졸업, 전북대 신문방송학과 졸업했던 2004년 KBS 2TV 'MC 서바이벌'에 출연해 대상을 받으면서 본격적인 방송인으로 활동을 시작했었다. 아침마당, 퀴즈탐험 신비의 세계, 가족오락관, KBS 아침 뉴스타임 연예수첩 연예 전문MC 초대 연예정보 알림이 역할, YTN 씨네24, 광주MBC 아름다운 쉼표 休, MBC 우리는 한국인 '희망충전소' 베트남편, 이데일리TV 생방송 경제와이드, KBS 2TV 주주클럽, KBS 1TV 6시 내고향, KBS 2TV 뮤직뱅크, 이홍렬, 홍은희의 여유만만 - 스타 매거진, 생방송 굿모닝 대한민국 등의 프로그램에서 리포터로 활동했다. 이후에는 봄온 아나운서 아카데미 전임강사, 연예인야구단 외인구단 소속, 솜 쇼호스트 아카데미 강사, 원인재개발원 스피치 개원교수, 연예인야구단 외인구단 소속, 지방행정연수원 스피치 & 미디어 인터뷰 객원교수, 경기인재개발원 스피치 프레젠테이션 객원교수, 샤인스피치 강사로 활동했다. 그러던 중 지난 2020년 4월, 고혈압으로 인한 뇌출혈로 의식을 잃은 뒤 투병생활을 해왔지만 뇌사 상태가 나빠져 뇌사 판정을 받았고, 이듬해 2021년 1월 7일, 향년 40세의 나이로 장기기증을 하고 결국 사망했다. 이후 경동호의 시신은 장기기증이 결정되었다. 유해는 화장되어 인천의 해상에 뿌려졌다.

## 학력
- 전주북일초등학교 졸업
- 전주기린중학교 졸업
- 우석고등학교 졸업
- 1999년 ~ 2004년 : 전북대학교 신문방송학과 졸업
- 1999년 ~ 2001년 : 전북대학교 방송국 UBS 아나운서

## 경력
- 2004년 : KBS 2TV MC 서바이벌
- 2005년 10월 31일 ~ 2011년 : KBS 리포터
- 봄온 아나운서 아카데미 전임강사
- 솜 쇼호스트 아카데미 강사
- 강원인재개발원 스피치 개원교수
- 지방행정연수원 스피치 & 미디어 인터뷰 객원교수
- 경기인재개발원 스피치 프레젠테이션 객원교수
- 샤인스피치 강사

## 신체사이즈
- 키-176, 몸무게-60

## 혈액형
- A형

## 형제관계
- 2남중 장남

## 취미
- 말따먹기, 사진찍기

## 특기
- 농담 따먹기, 사과따먹기, 성대모사

## 좋아하는 음식
- 김치찌개, 삼겹살에 소주, 탕수육

## 이상형
- 겉으로 화려하기 보다는 속이 꽉찬 내실있는 여성,  얼굴이 이쁘기보다는 마음이 이쁜 여자.

## 별명
- 최상학, 응삼이, 농약먹은 원빈, 멀짱(멀리서보면 얼짱), 보일러 외 다수

## 수상
- 2001년 : 전주MBC "DJ,리포트 콘테스트" DJ 부문 우수상
- 2004년 : KBS 2TV MC 서바이벌 대상

## 방송 진행자

### 방송
- KBS 2TV 《뮤직뱅크》- 앨범산책 코너 진행자 2004년 7월 9일
- KBS 2TV 《KBS 아침뉴스타임》- 연예수첩 (2004년 11월 1일 ~ 2005년 10월 28일 / 연예 전문MC, 초대 연예정보 알림이 역할)
- KBS 1TV 《6시 내고향》- 리포터 2005년 10월 31일 ~ 2007년
- 광주MBC TV 《아름다운 쉼표 休》- 진행자 2006년
- MBC TV 《우리는 한국인 희망충전소》- 베트남편 진행자 2011년
- KBS 2TV 《여유만만》- 스타매거진 리포터 2005년 10월 31일 ~ 2011년 3월 18일
- KBS 2TV 《굿모닝 대한민국》- 리포터 2011년 ~ 2012년

### 타사
- YTN 《씨네24》- 진행자 2005년
- 이데일리TV 《생방송 경제와이드》- MC 2012년

## 방송 출연
- KBS 2TV 《MC 서바이벌》 (2004년 5월 8일 ~ 2004년 6월 12일)
- KBS 2TV 《해피투게더 시즌 1》 책가방 토크, 쟁반노래방 - 2004년 6월 24일 목요일
- KBS 1TV 《사랑의 리퀘스트》 - 2004년 6월 26일 토요일
- KBS 2TV 《대한민국 1교시》 무궁화 꽃이 피었습니다 - 2004년 6월 29일 화요일
- KBS 1TV 《가족오락관》 - 2004년 7월 3일 토요일 1002회
- KBS 1TV 《퀴즈 탐험 신비의 세계》 - 2004년 7월 4일 일요일 909회
- KBS전주 1TV 《아침마당 전북》 - 2004년 7월 9일 금요일
- KBS 1TV 《열린음악회》 - 2004년 7월 11일 일요일
- KBS 쿨FM 《이본의 볼륨을 높여요》 - 2004년 7월 18일 일요일
- KBS 2TV 《스펀지》 - 2004년 7월 24일 토요일
- KBS 1TV 《아침마당》 - 2004년 7월 26일 월요일
- KBS 1TV 《청춘! 신고합니다》 - 2004년 10월 25일 월요일
- KBS 1TV 《가족오락관》 - 2005년 4월 9일 토요일 1039회
- KBS 2TV 《주주클럽》 - 2005년 4월 24일 일요일, 2005년 5월 1일 일요일